# Бузникувате
Бузникува́те — село в Україні, у Вільшанській селищній громаді Голованівського району Кіровоградської області. Населення становить 503 осіб. Колишній орган місцевого самоврядування — Бузникуватська сільська рада.

## Населення
Згідно з переписом УРСР 1989 року чисельність наявного населення села становила 539 осіб, з яких 225 чоловіків та 314 жінок.
За переписом населення України 2001 року в селі мешкало 506 осіб.

### Мова
Розподіл населення за рідною мовою за даними перепису 2001 року:
| Мова       | Відсоток |
| ---------- | -------- |
| українська | 97,81 %  |
| російська  | 1,59 %   |
| молдовська | 0,40 %   |

## Відомі люди
Уродженцем села є Л. М. Балицький (1917—1990) — Герой Радянського Союзу.